# Christiansenia
Christiansenia Hauerslev, Friesia 9: 43 (1969), è un genere di funghi basidiomiceti, considerato sinonimo del genere Syzygospora.

## Specie diChristiansenia
La specie tipo è Christiansenia pallida Hauerslev (1969), altre specie incluse sono:
- Christiansenia effibulata Ginns & Sunhede (1978)
- Christiansenia mycetophila (Peck) Ginns & Sunhede (1978)